# حديقة الأندلس (القاهرة)
حديقة الأندلس هي حديقة تقع في القاهرة في موقع مميز حيث تطل على النيل من الشرق وعلى أول شارع الجزيرة من الغرب، ومن الشمال تطل على ستوديو الجيب اما من الجنوب تطل على ميدان الأوبرا الجديدة وأول كوبري قصر النيل.

## تاريخ الحديقة
أنشأ هذه الحديقة محمد بك ذو الفقار، عام 1935 في أواخر حكم الملك فؤاد الأول، وهي مُقامة علي فدانين وتتكون من جزئين، الجزء الجنوبي يسمي حديقة الفردوس العربية وهي علي نمط الحدائق العربية الأندلسية الموجودة في جنوب إسبانيا ويوجد بها أشجار معمرة مثل شجرة «عُدي» الذي يتجاوز عمرها الـ 70 عاماً، والجزء الشمالي يُسمى الحديقة الفرعونية، وقد تقرر ضم الحديقة ضمن قائمة الآثار الإسلامية والقبطية.

## وصف الحديقة
الجزء الجنوبي يتميز بوجود جوسق (مظلة مقامة علي أعمدة مزدوجة تحمل عقود أندلسية تحمل السقف)، وهو حافل بالزخارف الأندلسية العربية الهندسية والنباتية، ويتوسط الجوسق تمثال لأحمد بك شوقي أمير الشعراء من نحت المثال محمود مختار وهذا الجوسق (الظلة) يقع في الطرف الشمالي لهذه الحديقة ويواجه التمثال من امتداد الحديقة جنوبا، ويلي التمثال مباشرة خمسة تماثيل على شكل أسود ينبثق منها الماء الي بركة مستطيلة منخفضة تتوسط الحديقة تحوي نافورتين رخاماتين، ويحيط بالبركة من كل جانب من الجوانب الأربعة ثمانية مدرجات متصاعدة مزروعة بالنجيل وفي الزوايا الأربعة ممرات متدرجة متصاعدة مبلطة بالرخام والفسيفساء المستوردة من إيطاليا وتركيا تؤدي الي المستوي الأعلى للحديقة الذي يتكون من ممرين مبلطين بالرخام والقاشاني المتعدد الألوان ويحدد الممرين صفان من الأشجار وفي الجوانب الأربع دكك رخامية للجلوس ملاصقة لسور الحديقة الحديدي المقام فوق جلسات حجرية، ويفصل بين الدكك قدور رخامية تحوي عبارة «لا غالب إلا الله» وهو شعار الأغالبة الذين حكموا المغرب والأندلس. ويلي ذلك جنوبا جزء من الحديقة يحتوي على نافورة رخامية ثمانية الشكل يتوسطها عامود رخامي يحيط به ثمانية تماثيل أسود ينبثق منها الماء. ويحيط بزوايا المثمن الخارجي ثمانية ضفادع رخامية ينبثق منه الماء وعلي جانبي النافورة برجولتان خشبيتان ويلي النافورة نخيل ملوكي، وممرات الحديقة مبلطة بالبلاطات القاشانية المتعددة الألوان. اما بالنسبة للحديقة الفرعونية فهي تقع في الجزء الشمالي في جانبها الجنوبي بوابة فرعونية يتوسطها نموذج تمثال شيخ البلد مواجه للحديقة التي نتشر بها النخيل الملوكي وغيرها من الأشجار وتنتشر في جوانب الحديقة الفرعونية نماذج لتماثيل فرعونية مختلفة الأشكال.
الحفلات الغنائية
اقيمت في الحديقة في الستينات والسبعينات حفلات غنائية لمطربين مثل عبد الحليم حافظ، فريد الأطرش ومحمد فوزي وأيضاً قامت المطربة فيروز بذلك كآخر من غنى بالحديقة.